# Денвер (тауншип, Миннесота)
Денвер (англ. Denver) — тауншип в округе Рок, Миннесота, США. На 2000 год его население составило 212 человек.

## География
По данным Бюро переписи населения США площадь тауншипа составляет 88,5 км², из которых 88,5 км² занимает суша, водоёмов нет.

## Демография
По данным переписи населения 2000 года здесь находились 212 человек, 74 домохозяйства и 58 семей.  Плотность населения —  2,4 чел./км².  На территории тауншипа расположено 76 построек со средней плотностью 0,9 построек на один квадратный километр. Расовый состав населения: 95,28 % белых, 1,42 % коренных американцев, 1,42 % азиатов и 1,89 % приходится на две или более других рас.
Из 74 домохозяйств в 39,2 % воспитывались дети до 18 лет, в 75,7 % проживали супружеские пары и в 20,3 % домохозяйств проживали несемейные люди. 18,9 % домохозяйств состояли из одного человека, при том 4,1 % из — одиноких пожилых людей старше 65 лет. Средний размер домохозяйства — 2,86, а семьи — 3,25 человека.
33,0 % населения — младше 18 лет, 4,2 % — в возрасте от 18 до 24 лет, 23,6 % — от 25 до 44, 27,8 % — от 45 до 64, и 11,3 % — старше 65 лет. Средний возраст — 38 лет. На каждые 100 женщин приходилось 107,8 мужчин.  На каждые 100 женщин старше 18 приходилось 115,2 мужчин.
Средний годовой доход домохозяйства составлял 36 719 долларов, а средний годовой доход семьи —  38 036 долларов. Средний доход мужчин —  24 375  долларов, в то время как у женщин — 17 750. Доход на душу населения составил 11 803 доллара. За чертой бедности находились 7,7 % семей и 6,6 % всего населения тауншипа, из которых 4,2 % младше 18 лет.